# Idriz Hošić
Idriz Hošić (* 17. února 1944 Prijedor) je bývalý jugoslávský fotbalista bosenského původu, útočník.

## Fotbalová kariéra
V jugoslávské lize hrál v letech 1966-1970 za FK Partizan, nastoupil v 73 ligových utkáních a dal 35 gólů. V Bundeslize hrál za 1. FC Kaiserslautern a MSV Duisburg, nastoupil v 85 ligových utkáních a dal 32 gólů. V Poháru UEFA nastoupil v 8 utkáních a dal 4 góly. Za reprezentaci Jugoslávie nastoupil v roce 1968 ve 2 utkáních. Byl členem stříbrné jugoslávské reprezentace na Mistrovství Evropy ve fotbale 1968, nastoupil v 1 utkání.

## Ligová bilance
| Ročník                                 | Zápasy | Góly | Klub                 |
| -------------------------------------- | ------ | ---- | -------------------- |
| Jugoslávská Prva liga 1966/1967        | 16     | 10   | FK Partizan          |
| Jugoslávská Prva liga 1967/1968        | 15     | 8    | FK Partizan          |
| Jugoslávská Prva liga 1968/1969        | 25     | 11   | FK Partizan          |
| Jugoslávská Prva liga 1969/1970        | 17     | 6    | FK Partizan          |
| Německá fotbalová Bundesliga 1970/1971 | 22     | 8    | 1. FC Kaiserslautern |
| Německá fotbalová Bundesliga 1971/1972 | 26     | 13   | 1. FC Kaiserslautern |
| Německá fotbalová Bundesliga 1972/1973 | 26     | 10   | 1. FC Kaiserslautern |
| Německá fotbalová Bundesliga 1973/1974 | 11     | 1    | MSV Duisburg         |
| CELKEM Jugoslávská Prva liga           | 73     | 35   |                      |
| CELKEM Německá fotbalová Bundesliga    | 85     | 32   |                      |